# Sommernachtsmord
Sommernachtsmord ist ein österreichischer Fernsehfilm aus der Landkrimi-Filmreihe aus dem Jahr 2016 von Harald Sicheritz mit Katharina Straßer und Gregor Bloéb in den Hauptrollen. Das Drehbuch schrieb Felix Mitterer. Im ORF wurde der Film am 8. Dezember 2016 erstmals ausgestrahlt. Im ZDF wurde der Film am 28. Juli 2022 gezeigt.

## Handlung
Die alte Sennerin Adelheid Falkner legt auf einer hoch gelegenen Alm in Tirol Tarot-Karten, diese deuten den Tod. Einige Zeit später wird eine aufgebahrte junge Frau mit einem Alpenblumenkranz auf dem Kopf aufgefunden, rund um sie brennen Grablichter. Als die Polizei, die die Szene aus einem Hubschrauber sehen konnte, am Fundort eintrifft, ist die Leiche allerdings spurlos verschwunden. Bei der Toten handelt es sich um Monika Löffelhart, eine deutsche Touristin. Sie hatte dem Organisten Florian Falkner vor ihrem Tod 10.000 Euro als Spende für den Bau eines von ihm geplanten Orgelturms übergeben.
Als Barpianist und Organist machte Florian Falkner vor allem auf die weiblichen Gäste Eindruck. Seine Freundin, die Hotelangestellte Regina Tiefenbrunner, war jedes Mal eifersüchtig, wenn er wieder das Herz einer Touristin erobern konnte, und zählt damit zum Kreis der Verdächtigen. Genauso wie Monikas Ehemann Elmar, ein Anlagebetrüger, der ebenso wenig begeistert von ihrem Flirt war, den beiden nachspionierte und von Monika sein Geld zurückwollte. Elmar verdächtigt Florian, Monika ermordet und sich ihr Geld unter den Nagel gerissen zu haben.
Major Claudia Wegscheider vom Landeskriminalamt Tirol aus Innsbruck soll den Fall gemeinsam mit dem Ortspolizisten Franz sowie Postenkommandant Fritz Haspinger aufklären. Im Kofferraum von Elmar Löffelhart finden sie drei Millionen Euro. Wegscheider vermutet zunächst, dass Elmar Löffelhart das Geld nicht mit seiner Frau teilen wollte und er deshalb seine Frau ermordet hatte. Elmar Löffelhart gibt an, das jeweils drei Millionen für ihn und drei Millionen für seine Frau vorgesehen waren. Später verdächtigt Wegscheider Florian Falkner, Monika Löffelhart im Auftrag ihres Mannes getötet zu haben und dafür die ursprünglich für sie vorgesehene Hälfte des Geldes erhalten zu haben.
Wegscheider stellt fest, dass das Geld von Kothgasser, dem Filialleiter jener Bank, wo die Löffelharts ihr Geld im Schließfach deponiert hatten, durch Falschgeld ersetzt wurde. Er gibt an, nicht nur die sechs Millionen der Löffelharts, sondern insgesamt 150 Millionen Euro verspekuliert zu haben. Am Fundort der Leiche finden sich die Spuren von Elmar Löffelharts Schuhen. Er gesteht, in der Nacht ihres Mordes dort gewesen zu sein, versichert aber, sie aber nicht umgebracht zu haben. Er habe Florian Falkner und Monika Löffelhart verfolgt und beobachtet, sei aber niedergeschlagen worden und erst am nächsten Tag wieder zu Bewusstsein gekommen.
Elmar Löffelhart findet seine Frau schließlich lebend auf einer einsamen Alm, wo er die Falkners bedroht, bis er nach einem Handdurchschuss von Isidor Falkner stirbt. In einer Rückblende wird gezeigt, dass Monikas Tod von den Falkners nur vorgetäuscht wurde, um Monika das Untertauchen und die Flucht vor ihrem Ehemann zu ermöglichen.

## Produktion und Hintergrund
Die Dreharbeiten fanden vom 15. Juni bis zum 13. Juli 2016 statt, gedreht wurde in Tirol. Drehorte waren im Großraum Steinach am Brenner/Wipptal unter anderem Mühlbachl, Obernberg am Brenner, Trins, Vals und Neustift im Stubaital.
Produziert wurde der Film von der Josef Aichholzer Filmproduktion, beteiligt war der Österreichische Rundfunk, unterstützt wurde die Produktion vom Fernsehfonds Austria und Cine Tirol. Für das Kostümbild zeichnete Caterina Czepek verantwortlich, für das Szenenbild Verena Wagner, für das Maskenbild Michaela Payer und für den Ton Max Vornehm und Torsten Heinemann.
Nach Tatort: Baum der Erlösung (2008) war dies eine weitere Zusammenarbeit von Regisseur Harald Sicheritz mit Autor Felix Mitterer. Dem fiktionalen Plot von Felix Mitterer liegt die wahre Geschichte des Organisten Anton Wille zugrunde. Wille ist seit über 30 Jahren Organist im Wallfahrtsort Kaltenbrunn, er möchte für die 5000 Orgelpfeifen, die er in den vergangenen Jahrzehnten selbst gefertigt hat, einen Turm bauen, damit der Wind in sie hineinfahren und ihnen eine nie gehörte Melodie entlocken kann.

## Rezeption
In Österreich verfolgten den Film bei Erstausstrahlung im ORF 685.000 Zuschauer. Der Film wurde 2018 vom ZDF zur Ausstrahlung angekauft; die für den Sommer 2019 geplante Erstausstrahlung erfolgte damals nicht. Der Film wurde schließlich im Sommer 2022 im ZDF ausgestrahlt.
Isabella Wallnöfer befand in der Tageszeitung Die Presse, dass Mitterers alpine Krimikomödie ein Biotop der Charaktere sei, die so unnatürlich grell gezeichnet seien, wie die Farben auf der Tiroler Alm in diesem Film leuchten würden. Harald Sicheritz habe den Fall mit viel Gespür für alpinen Retro-Charme inszeniert.
Tilmann P. Gangloff vergab auf tittelbach.tv vier von sechs Sternen. Der Filmtitel klinge zwar nach Shakespeare, mit dem Sommernachtstraum habe dieser Landkrimi aber nicht viel gemein; stattdessen entpuppe er sich als sehenswerte Heimatkrimigroteske mit vielen skurrilen Figuren. Die interessanteste Figur spiele Gregor Bloéb als teuflisch guter Organist mit einer ausgefallenen Mission. Das Beste an diesem ORF-Landkrimi sei Helmut Pirnats schwungvolle Bildgestaltung mit ihrem knallbunten Retro-Look.